# Суп из акульих плавников
Суп из акульих плавников — блюдо китайской кухни, традиционно подаваемое по специальным случаям, таким как свадьбы или банкеты, но в последнее время ставшее распространённым деликатесом, который можно найти в меню ресторанов по всему миру. Акульи плавники являются основой супа, однако дополнительные вкусовые качества ему придают другие ингредиенты. Суп из акульих плавников известен со времён династии Мин.
Для приготовления блюда вылавливается огромное количество акул, у которых зачастую отрезают лишь плавники, выбрасывая покалеченное животное обратно в океан. Чрезмерная добыча акул для приготовления этого супа может нарушить экологический баланс во многих районах мирового океана.

## История
Самые ранние упоминания о супе из акульих плавников датируются эпохой династии Мин. Древние трактаты включают этот суп в список восьми главных богатств океана. Популярность блюда возросла в конце XVIII и начале XIX века вместе с ростом жизненных стандартов китайского общества. Деликатес ценился китайской знатью за редкость и вкусовые качества. Издревле этот суп подавали по специальным случаям, таким как официальные приёмы, банкеты и свадьбы, поскольку он являлся символом власти и богатства. Подать такой суп в китайской традиции означало высказать высшую степень уважения к гостю или деловому партнёру. В конце XX века блюдо стало неотъемлемой частью меню многих дорогих ресторанов по всему миру.

## Приготовление
Традиционно блюдо готовится в виде супа или похлёбки из акульих плавников, полученных от любого вида акулы. Сырые плавники очищают от кожи и кожных зубчиков, затем шинкуют и варят. В ход обычно идут спинные, грудные или хвостовые плавники.

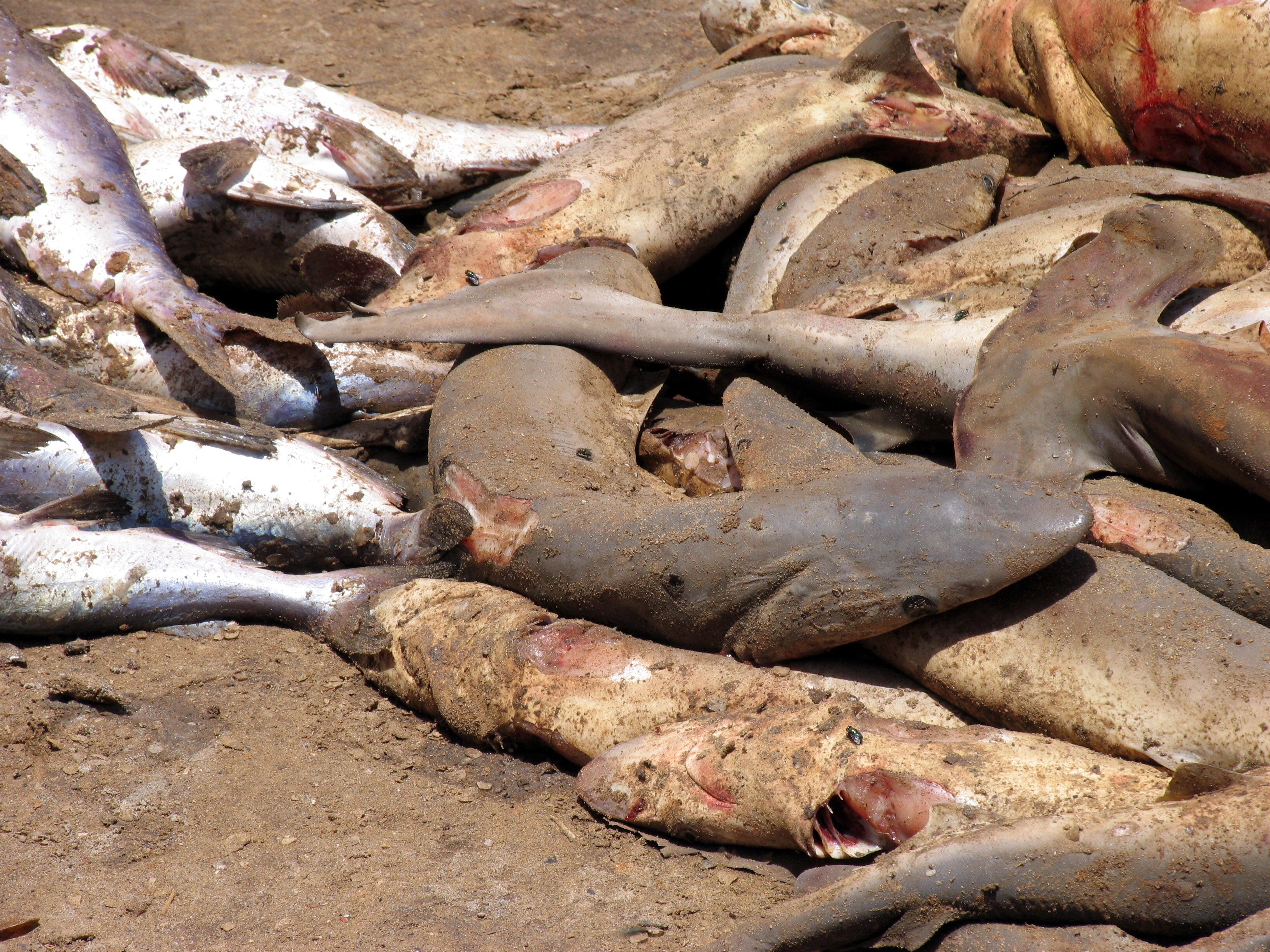
Выброшенные туши акул с отрезаными плавниками (Сенегал, 2004 г.)

При ловле акул зачастую отрезают только плавники, оставляя изуродованное животное погибать в океане. Это считается одной из главных причин сокращения популяции акул по всему миру.
Акульи плавники продаются в различном виде: сушёные, варёные, свежие и замороженные. На азиатских рынках можно найти также консервы из акульих плавников.

## Влияние на здоровье

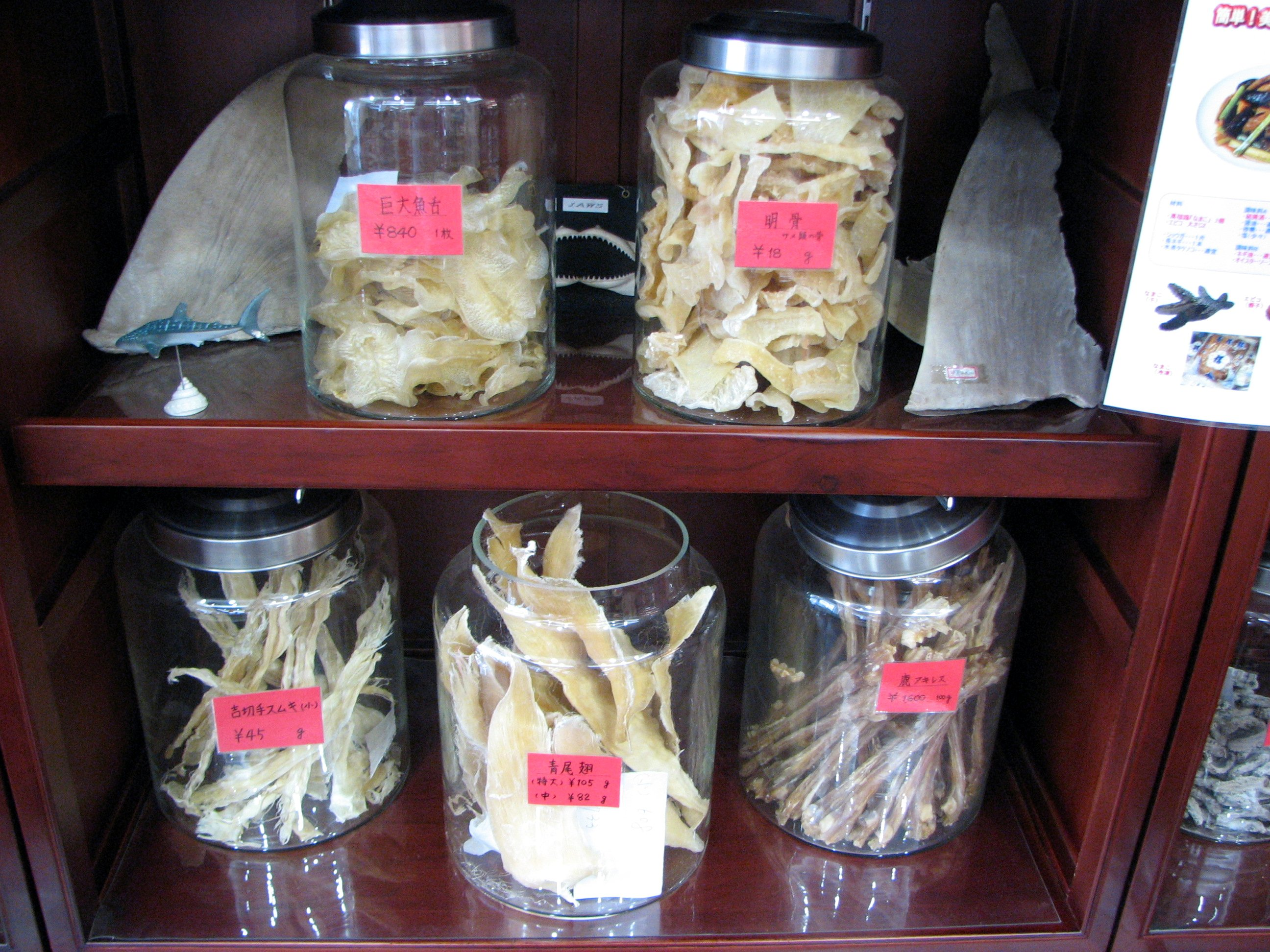
Плавники и другие части акулы в китайской аптеке в Йокогаме, Япония

В традиционной китайской медицине плавникам акулы приписывают свойства, восстанавливающие мужскую потенцию, повышающие тонус кожи, предотвращающие сердечные заболевания и снижающие уровень холестерина.
В древних китайских медицинских трактатах акульи плавники рассматриваются в качестве средства для омоложения, улучшения аппетита, борьбы с малокровием. Считается, что употребление их в пищу оказывает благотворное влияние на лёгкие, почки, кости и другие части тела.
Современные исследования показали, что суп из акульих плавников сравнительно беден витаминами по сравнению с обычными овощными супами, однако содержит много минералов, таких как железо, цинк и фосфор. В альтернативной медицине акульи плавники используются в качестве противоракового средства, поскольку распространено ложное убеждение, что акулы не болеют раковыми заболеваниями. Настоящая медицина отрицает противораковое воздействие акульих плавников и акульего хряща вообще, поскольку проведённые клинические испытания показывают эффективность такого лечения на уровне плацебо.